# Jeggings

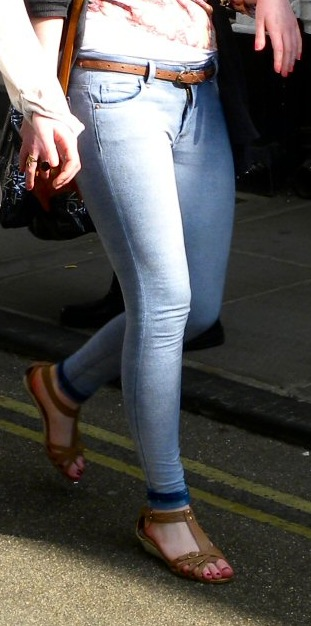
Una mujer con jeggings.

Jeggings /dʒ ɛ ɡ ɪ nZ / son unas mallas de licra que están hechos de mezclilla de pantalones vaqueros para parecer ceñidos. La palabra es un acrónimo de las palabras jeans y leggings. 

## Uso
A finales de la década de 2000, cuando apareció una mayor demanda de un estilo más ajustado de pantalones y de jeans, provocó el surgimiento de los jeggings. Dado que esta prenda generalmente está hecha de una mezcla de algodón y spandex, (el algodón es la fibra principal en la mayoría de los jeans, una especie de sarga ), a menudo se usan solos en lugar de debajo de una falda o vestido. Algunos jeggings tienen cierre frontal, mientras que otros simplemente tienen una pretina elástica y sin bolsillos. 
Con respecto al material, los jeggings se dividen en dos categorías principales: 
1. Jeggings que son material de legging, es decir, un punto, hecho para parecerse al denim con bolsillos falsos y trabillas.
2. Jeggings que son un verdadero cruce entre denim y legging. Los "jeggings de mezclilla" son esencialmente un tejido de mezclilla con la elasticidad de un legging, debido a una mayor proporción de spandex en el contenido de fibra.

Estos últimos son más similares a los jeans ajustados que los primeros. Algunos diseñadores llaman jeans sin cordones o "jeggings de mezclilla" en lugar de jeggings.

## Tendencia de moda
El uso de los jeggings ingresó al mundo del fitness a principios de 2010, y se encontraba entre los artículos de ropa más populares de 2010, según informes comerciales. Muchas optan por usar jeggings para dar la sensación de legging y la apariencia de un vaquero.

## Cultura popular
En 2011, la palabra "jeggings" entró en la duodécima edición del Concise Oxford English Dictionary . Conan O'Brien usó un par durante la grabación de Conan el 2 de diciembre de 2010, la noche después de admitir su amor (irónico) por los jeggings a Tim Gunn de Project Runway .